# Эрбштайн, Юлиус-Рихард

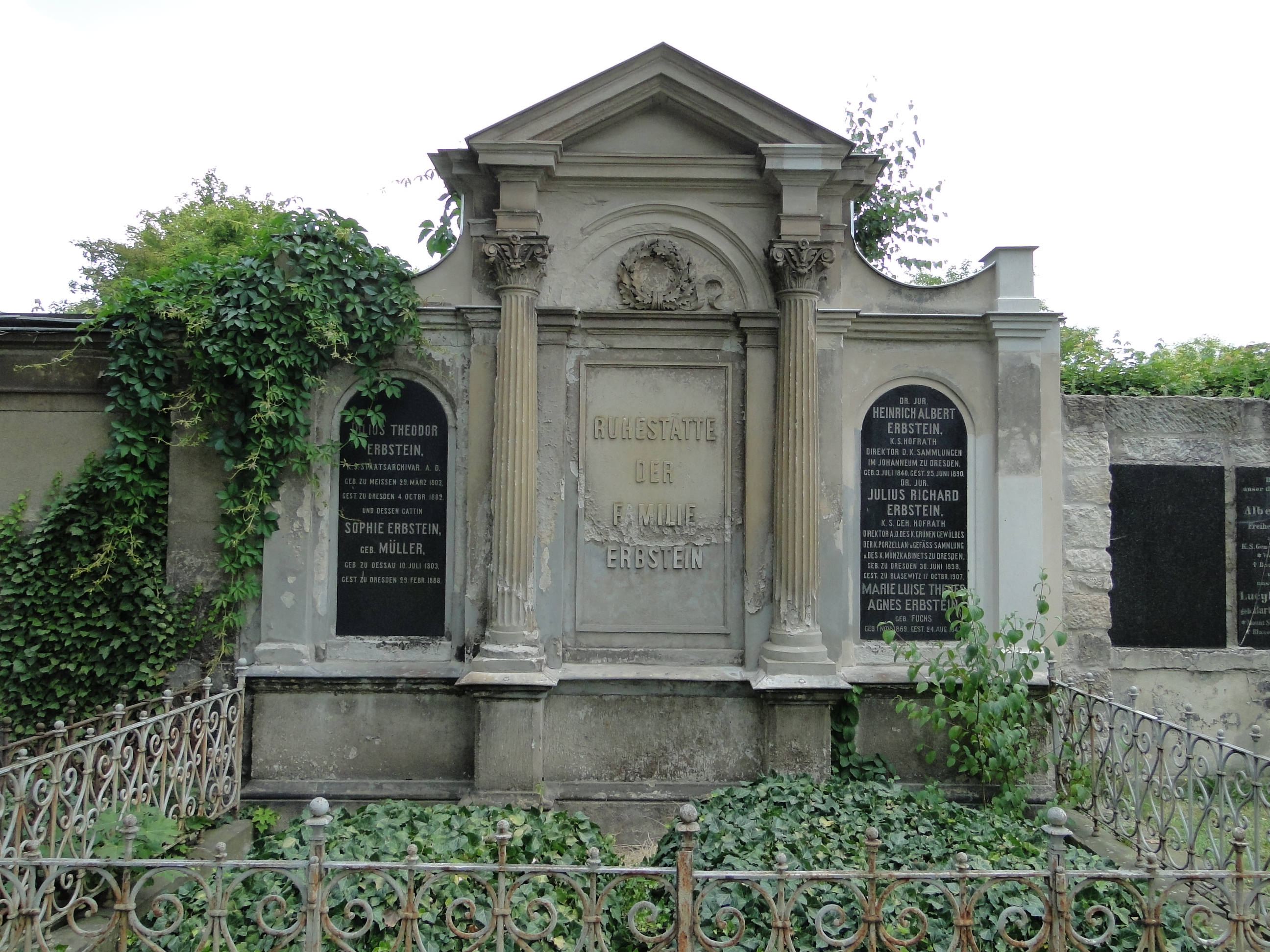
Гробница семьи Эрбштайн в Дрездене

Юлиус-Рихард Эрбштайн (нем. Julius Richard Erbstein, 30 июня 1838, Дрезден — 17 октября 1907, Блазевиц) — немецкий юрист, искусствовед, археолог и нумизмат.
Внук историка и нумизмата Карла-Фридриха-Вильгельма Эрбштайна, сын нумизмата и государственного архивариуса Юлиуса-Теодора Эрбштайна, брат нумизмата Генриха-Альберта Эрбштайна.
Учился в Лейпцигском университете, где получил степень доктора права. В 1861—1866 годах вместе с братом работал в Германском национальном музее в Нюрнберге. С 1867 года работал без жалования в Дрезденском мюнцкабинете, обрабатывая собрание талеров Шульхес-Ретберга, собрания монет Шельхааса, Ремера и др. В 1873 году вместе с братом основал Нумизматическое общество Дрездена, а в 1880 году — Германское нумизматическое общество.
В 1882 году назначен директором музея Зелёный свод. В том же году совместно с братом начали издавать журнал «Blätter für Münzfreunde». После смерти брата в 1890 году сменил его в должности директора Собрания фарфора и мюнцкабинета. С 1899 года издавал журнал «Münz- und Medaillenfreund».
В сентябре 1907 года ушёл в отставку.